# Мірварід Дільбазі
Мірварід Паша гизи Дільбазі (азерб. Mirvarid Paşa qızı Dilbazi; 1912, Газах — 2001 Баку) — азербайджанська поетеса, заслужений діяч мистецтв Азербайджанської РСР (1976).

## Біографія
Мірварід Дільбазі народилася 12 серпня 1912 року в селі Мусакей (нині розташоване в Газахському районі). У 1921 році родина поетеси переїжджає до Баку, тут Мірварід навчалася у жіночій семінарії. Потім Дільбазі працювала вчителькою початкових класів у Баку і Ґубі. Через кілька років Мірварід вступила до Азербайджанського педагогічного інституту. Мірварід Дільбазі працювала у Фонді рукописів Академії Наук Азербайджанської РСР у 1934—1938 рокаї і «Азернешре» у 1938-1940 роках. У 1949 році вона була членом Радянського Комітету Захисту Миру.
Мірварід Дільбазі померла 12 липня 2001 року в Баку.

## Творчість
Початок літературної діяльності Мірварід Дільбазі припав на другу половину 1920-х років. Перший вірш Мірварід було опубліковано 1927 року в журналі «Вогонь Жовтня», він мав назву «Свобода жінок» та був опублікований з нагоди жіночого свята 8 березня. Першу книгу поетеси було опубліковано 1934 року. Вона мала назву «Наш голос». Потім 1937 року побачила світ друга книга під назвою «Рання осінь». Під час німецько-радянської війни друкуються сім книг Мірварід Дільбазі, всі вони присвячені військово-патріотичній тематиці. Після поетичних збірок «Перша весна» (1937) і «Лист Бахар» (1940), вже в роки німецько-радянської війни Дільбазі випускає книги «Пісні», «Нафта» (1941), «Бойові пісні для дітей», «Камал», «Любов до Батьківщини», «Мати», «Терек», «Землянка», в яких описує мужніх захисників Батьківщини, надихаючи їх на ратний подвиг.
У повоєнні роки видаються збірники «Мій подарунок» (1948), «Брати» (1952), «Вибрані вірші» (1957), «Алжирська дівчина», «Місце спогадів» (1964), «Картинки життя» (1967), «Вибрані твори» в 2-х томах та книги для дітей. Головні мотиви цих творів — любов до батьківщини, виховання характеру, чесність, почуття дружби і товариськість.
Творче кредо поетеси виражено в точних і ємних словах одного з її пізніх віршів:
|  | Люди - це моя кров і плоть, Як мені жити без них? Не говори, що у мене поранена душа. Я здавна в цей край Закохана, закохана |

Тематика віршів Дільбазі багатогранна: пафос творчої праці в суспільстві, життя і побут людей, зачарування природою рідного краю, критика марнотратників життя, нероб, хабарників, словом, тих хто порушує гармонію життя.
М. Дільбазі — поетеса, закохана в природу. У її віршах постає природа Азербайджану у всьому своєму розмаїтті.
П'ядь за п'яддю обійшла вона Дилижанську рівнину, звивисті стежки Мусакоюна, де пройшли її дитячі роки, гору Авей, джерела Союгбулаха, величаві берега Акстафи-чаю. Тонко, лірично вона відтворює ці місця у своїх ліричних творах. У віршах більш пізнього періоду вони спливають у вигляді спогадів юності, як глашатай поетичних відчуттів і почуттів. Любов до народу знайшла своє відображення у вірші поетеси «Мрія»:
|  | Хотела бы сад я создать из мечты, Чтоб каждая мысль там росла как цветок. Чтоб эти, рожденные сердцем, цветы Убить обжигающий ветер не мог. В подарок народу бы я принесла И песню, и саз — все искусство мое, И каждая строчка от сердца была б, И вычеркнуть смерть не посмела б её! |

У 1970-1980-ті роки виходять збірки «Коли мерзнуть фіалки», «Материнське крило», «Едельвейс», «Сезон бузку», «Вибрані вірші», нарешті, «Вибрані поезії» в трьох томах.. У наступні роки зростає інтерес М. Дільбазі до епічної поезії і широкосюжетних поем: «Мати Айші», «Агарзаєв», «Нові сторінки з щоденника важких днів» тощо. 1979 році Мірварід Дільбазі назвали «народною поетесою Азербайджану».
Лейтмотив поезії Мірварід Дільбазі є також взаємини матері і дітей. Материнська любов незамінна, це невичерпне джерело. Подібне відчуття пронизує всі «Материнські» вірші поетеси: «Малята», «Моє материнське серце», «Діляра і Гюлара», «Совість» тощо. Ідейно-естетичному вихованню дітей присвячені оповідання «Прекрасна мама», «Бабусині уроки», п'єси «Весна на Мугані», «Красива Фатма».
Твори поетеси перекладені багатьма мовами світу. Сама поетеса теж займалася перекладацькою діяльністю. Нею були перекладені трагедія Евріпіда «Іпполіт», частина «Фархад і Ширін» Алішер Навої, частина епосу «Давид Сасунський», газелі Нізамі Гянджеві, твори Олександра Пушкіна, Лева Толстого, Анатолія Сафронова, Миколи Тихонова, Зульфії, Сергія Михалкова та інших поетів.
Президент Гейдар Алієв нагородив її Order of Sovereignty (Орден про суверенітет) у 1998 році.

## Нагороди
- орден Трудового Червоного Прапора (17.08.1982)[5]
- 2 ордена «Знак Пошани» (31.01.1939; 09.06.1959)
- медаль «За трудову доблесть»
- орден «Істиглал» (1997)
- Народний поет Азербайджану (23.02.1979)[3]